# Constantino IX
Constantino IX Monómaco (griego: Κωνσταντίνος Θ΄ Μονομάχος, Kōnstantinos IX Monomakhos) (h. 1000 - 11 de enero de 1055) fue un emperador bizantino (11 de junio de 1042 - 11 de enero de 1055), elegido por Zoe como marido y coemperador en 1042, aunque se encontraba en el exilio por conspirar contra su anterior marido Miguel IV. Gobernaron conjuntamente hasta la muerte de Zoe en 1050.

## Primeros años
Constantino era hijo de Teodosio Monomacos, un importante burócrata bajo Basilio II y Constantino VIII. En un momento dado, Teodosio había sido sospechoso de conspiración, y la carrera de su hijo se resintió por ello.  La posición de Constantino mejoró después de su segundo matrimonio con una sobrina del emperador Romano III. Tras captar la atención de la emperatriz Zoe, Constantino fue exiliado a Mitilene, en la isla de Lesbos, por su segundo marido, Miguel IV.  La muerte de este y el derrocamiento de  Miguel V en 1042 permitió que Constantino fuera llamado desde su exilio y asignado como juez en Grecia.  Sin embargo, antes de este nombramiento, Constantino fue llamado a Constantinopla,donde la frágil relación entre las sucesoras de Miguel V, las emperatrices Zoe y Teodora, se estaba viniendo abajo. Zoe decidió buscar otro marido, quizá para evitar que su hermana aumentara su popularidad y autoridad.  Entonces se acordó a Constantino, y ambos se casaron el 11 de junio de 1042, sin la participación del patriarca Alejo I de Constantinopla, que rehusó oficiar el tercer matrimonio de Zoe.

## Reinado
En 1043 relevó al general Jorge Maniaces de su mando militar en Italia, y en consecuencia Maniaces se declaró a sí mismo emperador. Cuando sus tropas estaban a punto de derrotar a Constantino en una batalla, Maniaces fue herido y murió en el campo de batalla, dando fin a la crisis. Justo tras la victoria, Constantino fue atacado por una flota de los Rus de Kiev, que seguramente había sido contratada por Maniaces. También esta flota fue derrotada gracias al uso del fuego griego.
En 1046, los bizantinos tuvieron un primer contacto con los turcos selyúcidas. Lucharon en una batalla en Armenia en 1048 y establecieron una tregua para el año siguiente. Sin embargo, en 1053 Constantino se vio obligado a licenciar a sus tropas armenias por razones económicas, dejando la frontera oriental del Imperio mal defendida.
En 1054 las diferencias seculares entre la Iglesia ortodoxa y la Iglesia católica dieron lugar a su separación definitiva en el llamado Cisma de Oriente. Los legados del papa León IX excomulgaron al patriarca de Constantinopla Miguel I Cerulario, al no estar este de acuerdo con la adopción de ciertas prácticas eclesiales occidentales; y Cerulario replicó excomulgando a los legados. Este hecho anuló las posibilidades de una alianza entre Constantino y el papa contra los normandos del sur de Italia.
Constantino quiso intervenir, pero enfermó y murió el 11 de enero del año siguiente. Teodora, la hija mayor de Constantino VIII, que ya había reinado junto con su hermana Zoe, fue nombrada emperatriz.
Constantino fue un emperador ampliamente tratado por Miguel Psello el Joven en su Chronographia, donde recoge la historia de los emperadores que abarcan desde Basilio II (976-1025) a Miguel VII Ducas (1071-1078).
El sobrenombre de Constantino, Monómaco (el de una sola batalla) sería heredado por su nieto, Vladímir II Monómaco.